# Vetrino
Vetrino (Bulgaars: Ветрино) is een dorp en een gemeente in het oosten van Bulgarije in de oblast Varna. Op 31 december 2018 telde het dorp Vetrino 936 inwoners, terwijl de gemeente Vetrino, waarbij ook de omliggende 9 dorpen bij worden opgeteld, 4.773 inwoners had.  Het dorp ligt op ongeveer 45 kilometer afstand van de provinciale hoofdstad Varna en op een soortgelijke afstand van de stad Sjoemen. 
Vetrino is verbonden met Dubňany in de Tsjechische Republiek, Bilhorod-Dnistrovsky in Oekraïne en Yeniçiftlik in Turkije. 

## Bevolking
Op 31 december 2018 telde het dorp Vetrino 936 inwoners, een halvering vergeleken met 1.834 inwoners in 1934 en een nog verdere daling vergeleken met het hoogtepunt van 2.307 inwoners in 1956. 

#### Bevolkingssamenstelling
Op 1 februari 2011 telde het dorp Vetrino 1.062 inwoners, waarvan 899 mensen hebben gereageerd op de optionele volkstelling. Met 878 personen vormen etnische Bulgaren de grootste bevolkingsgroep (97,7%). 
De gemeente Vetrino had in dezelfde periode 5.415 inwoners, waarvan 4.667 mensen hebben gereageerd op de optionele volkstelling. Van de 4.667 inwoners zijn er vervolgens 3.457 etnische Bulgaren (74,1%), 972 Bulgaarse Turken (20,8%) en 144 Roma (3,1%).
Aksakovo · Avren · Beloslav · Bjala · Dalgopol · Devnja · Dolni Tsjiflik · Provadia · Soevorovo · Valtsji Dol · Varna · Vetrino